# Michel Dupeux
Michel Dupeux, né le 4 juillet 1928 à Caudéran en Gironde, et mort le 18 mars 2011 à Gradignan en Gironde, est un joueur de football français qui évoluait au poste d'attaquant.

## Biographie
Bordelais pur jus, Michel Dupeux débute le football avec le club des Coqs Rouges Bordeaux avant de partir en juillet 1949 pour le grand club de la ville des Girondins de Bordeaux.
Durant ses six saisons passées au club, Dupeux joue la plupart du temps avec la réserve du club, ne disputant que quelques matchs avec les professionnels. Il figure néanmoins dans l'effectif champion de France en 1950.

## Palmarès
Girondins de Bordeaux
- Championnat de France (1) :
  - Champion : 1949-50.